# Bateria de sucre
Una bateria de sucre és un tipus emergent de biobateria que s'alimenta amb maltodextrina i es facilita mitjançant catalitzadors enzimàtics.
La bateria de sucre genera corrent elèctric mitjançant l'oxidació de la unitat de glucosa de la maltodextrina. L'oxidació del compost orgànic produeix diòxid de carboni i corrent elèctric. A la bateria s'hi incorporen 13 tipus d'enzims perquè la reacció es completi i es converteixi la major part de l'energia química en energia elèctrica. Els resultats experimentals han demostrat que la bateria de sucre de la mateixa massa pot emmagatzemar almenys dues vegades, fins a deu vegades, energia elèctrica que la bateria tradicional de ions de liti. S'espera que la bateria de sucre sigui el següent tipus general de font d'energia elèctrica mòbil i la possible font d'energia per a cotxes elèctrics. Però el voltatge de sortida de la bateria de sucre (0,5 V) és inferior al de la bateria de ions de liti (3,6 V), cosa que fa que la seva potència elèctrica (la taxa de transferència d'energia elèctrica) sigui baixa.
Sony, una corporació japonesa, va publicar per primera vegada la teoria de la bateria de sucre el 2007. Un equip de recerca dirigit pel Dr. YH Percival Zhang a Virginia Tech en va proporcionar la darrera versió el 2014.

## Història
Sony, una corporació japonesa, va publicar per primera vegada la teoria de la bateria de sucre el 2007. Aquest tipus de bateria de sucre respira aire i utilitza oxigen com a agent oxidant. La bateria va aconseguir l'alta densitat d'energia esperada i un voltatge de sortida raonable. Aleshores, l'empresa va canviar la seva direcció de recerca el 2012 cap a la bateria de paper, que utilitza paper com a combustible. Després del 2013, Sony no va publicar més informació sobre el seu projecte de recerca sobre la biobateria.
Un equip de recerca dirigit pel Dr. YH Percival Zhang a Virginia Tech va iniciar el projecte de la bateria de sucre el 2009. L'equip es va centrar primer en la connexió amb l'economia de l'hidrogen. El 2014, van publicar la seva recerca sobre la bateria de sucre que utilitza enzims en l'oxidació. Aquest tipus de bateria de sucre va assolir una alta densitat d'energia. Es preveia que la bateria de sucre es materialitzés en una aplicació en 3 anys.
El 2017, el Dr. YH Percival Zhang va ser arrestat per l'FBI (va ser alliberat el 2019). El govern federal va acusar el Dr. Zhang de més de vint càrrecs.. El Dr. Zhang va dimitir del seu càrrec a Virginia Tech. Des de llavors, Virginia Tech ha deixat de publicar el resultat de l'estudi de la bateria de sucre
El 2019, el Dr. Zhang va ser absolt de 19 càrrecs, però va ser declarat culpable de conspiració per cometre frau en subvencions federals.
Des del 2014, diverses universitats xineses, com ara la Universitat de Zhejiang i la Universitat de Tianjin, han començat a treballar en investigacions sobre la bateria de sucre.

## Beneficis potencials
En comparació amb la bateria de ions de liti que s'utilitza actualment, la bateria de sucre té beneficis potencials en molts aspectes.

### Seguretat
En comparació amb la bateria de ions de liti tradicional, la bateria de sucre no requereix metalls tòxics en la fabricació i només allibera gasos de diòxid de carboni. La producció de la bateria de ions de liti estàndard requeriria diversos metalls, incloent-hi, entre d'altres, el plom (Pb), el cadmi (Cd) i el crom (Cr). La fuita d'aquests metalls s'acumula dins dels vegetals i animals dels quals depenen els humans i finalment arriba als humans. A més, el sobreescalfament pot fer que la bateria de ions de liti alliberi fins a 100 tipus de gasos nocius per al cos humà. En alguns casos, la bateria recarregable de ions de liti explota i causa lesions físiques.

### Disponibilitat de combustible
El combustible principal de la bateria de sucre, la maltodextrina, es pot derivar enzimàticament de qualsevol midó, com ara el blat de moro i el blat. Per tant, la maltodextrina és renovable. En canvi, el bloc constructiu principal de la bateria de liti, el carbur de liti, és un compost no renovable que es troba de manera natural a la terra. Per obtenir-lo, els fabricants han d'extreure'l, extreure'l i purificar-lo.

### Respectuós amb el medi ambient
Els productes de la reacció d'oxidació dins de la bateria de sucre són principalment aigua, diòxid de carboni i adenosina trifosfat (ATP) reciclable. Mentre que l'eliminació de bateries de liti produeix metalls pesants que contaminen el sòl. Segons els experiments de camp, diverses espècies vegetals extreuen els metalls pesants del sòl i emmagatzemen metalls concentrats a l'interior. El diòxid de carboni produït per la bateria de sucre no contribueix a la crisi dels gasos d'efecte hivernacle, perquè la bateria de sucre utilitza biocombustible que és neutre en carboni. Com que la producció dels combustibles implica la fotosíntesi de les plantes, que elimina el diòxid de carboni de l'atmosfera, el nou gas d'efecte hivernacle alliberat es compta com una petjada de carboni zero neta.

### Alta densitat d'energia
La reacció d'oxidació completa de la glucosa unitària en una solució de maltodextrina al 15% permet que la bateria de sucre tingui una densitat d'energia de 596 Ahkg−1, que és més del doble que la de la bateria d'ions de liti àmpliament utilitzada (~270 Ahkg−1). En l'aplicació, això significa que la vida útil de la bateria augmenta. Alternativament, la massa i el volum de la bateria es redueixen.

## Inconvenients
Com a idea recentment inventada, la bateria de sucre encara no està ben desenvolupada. Té diversos inconvenients en l'estat actual.

### Voltatge relativament baix
Tot i que el voltatge de sortida de la bateria de sucre (0,5 V) supera la de les bateries de combustible enzimàtiques anteriors mitjançant l'ús de diversos catalitzadors enzimàtics, encara és molt inferior a la de la bateria de ions de liti d'ús comú (3,6 V). Això resulta en un baix consum elèctric. En l'aplicació, significa que la bateria de sucre triga més a carregar l'aparell que la bateria de ions de liti.

### Necessitat d'aigua
La producció del combustible de la bateria de sucre i la reacció dins de la bateria de sucre requereixen aigua per completar-se. Si la bateria s'ha d'utilitzar àmpliament arreu del món, sens dubte comportarà una necessitat d'una quantitat considerable d'aigua. En les condicions actuals, la conseqüència serà una intensificació encara més de l'escassetat d'aigua. La qual cosa és un argument feble en contra, perquè qualsevol tipus d'agricultura o molts altres processos industrials consumeixen aigua en grans quantitats.

## Disseny
El disseny de la pila de sucre es basa en la teoria de la pila primària. Els components principals d'una pila de sucre són un ànode, un càtode, una membrana i una via sintètica. La reacció d'oxidació té lloc al costat de l'ànode, on s'oxida el combustible, la maltodextrina. Els electrons s'alliberen del combustible i passen pel cable connectat al càtode, formant un corrent elèctric continu. Els aparells elèctrics s'instal·len entre l'ànode i el càtode perquè el corrent elèctric alimenti l'aparell.
Ànode
La reacció redox que produeix el corrent elèctric té lloc a la via sintètica, on 13 enzims, com la glucosa 6-fosfat i la fosfoglucomutasa, actuen com a catalitzadors (la substància que és alhora reactiu i producte). El combustible, la maltodextrina, es divideix de polímer a monòmer i després s'oxida en ions de diòxid de carboni i hidrogen durant quatre reaccions. Les reaccions impliquen els catalitzadors enzimàtics, però com que actuen com a reactiu i producte, la quantitat d'enzims no disminueix al final, de manera que poden continuar facilitant la reacció. Al final de la reacció, una unitat de glucosa i una certa quantitat d'aigua poden produir 24 electrons. Els electrons flueixen cap al càtode a través del cable, provocant un corrent elèctric que flueix del càtode a l'ànode.

### Via sintètica
La via sintètica està composta per 13 enzims per garantir que la reacció redox es completi (és a dir, es produeixin 24 electrons per unitat de glucosa). En afegir tots aquests enzims catalítics a la via, l'equació química general queda així:
{\displaystyle {\ce {C6H10O5 + 7H2O ->24e- + 6CO2 + 24H+}}}
Teòricament, una unitat de glucosa de maltodextrina (C6H10O5) genera 24 electrons, cosa que fa que la densitat de corrent màxima de la bateria de sucre sigui un 35% més alta que la densitat de corrent màxima d'un sistema similar basat en 2 deshidrogenases. A la pràctica, els investigadors de Virginia Tech mesuren l'eficiència de Faraday (el percentatge de la sortida mesurada respecte a la sortida teòrica) de la reacció redox de la bateria de sucre. El resultat va ser del 97,6±3,0% en condicions sense oxigen per al compartiment ànode, cosa que suggereix una alta eficiència en la transmissió d'electrons.
A diferència de la via natural, que utilitza l'enzim dependent de NADP (nicotinamida adenina dinucleòtid fosfat), la via sintètica utilitza altres enzims citosòlics per mediar la reacció. Com a resultat, la bateria de sucre no depèn de l'ús de productes químics orgànics complexos (per exemple, adenosina trifosfat), que són cars i inestables.

## Millores
Els investigadors van desenvolupar el disseny de la bateria de sucre a partir del prototip de piles de combustible enzimàtiques, que utilitzen enzims com a catalitzadors en la reacció redox. Basant-se en el disseny de les piles de combustible enzimàtiques normals, la bateria de sucre utilitza diversos mètodes per augmentar l'efecte produït pels enzims, de manera que es millora l'eficiència general de la bateria.

### Enzims no immobilitzats
Els enzims de la bateria de sucre ja no estan fixats a l'elèctrode ni atrapats en un espai limitat a prop de l'elèctrode. Els enzims de la bateria de sucre es poden moure lliurement en un espai més gran i retenir l'activitat enzimàtica. Per mantenir la transferència de massa d'alta velocitat, els investigadors van immobilitzar la vitamina K3 a l'elèctrode. Els experiments corresponents suggereixen que el mètode de no immobilització ajuda la bateria de sucre a assolir un nivell de densitat d'energia més alt i estable que les piles de combustible enzimàtiques normals amb enzims immobilitzats. Per tant, la densitat d'energia de la bateria de sucre va augmentar, de manera que la vida útil de la bateria es va allargar.

### Termoenzims
Els termoenzims, enzims amb alta termoestabilitat, s'utilitzen com a enzims no immobilitzats per garantir l'estabilitat. A la bateria de sucre, els termoenzims són produïts per Escherichia coli. Després, els enzims es purifiquen mitjançant el mètode de precipitació per calor i es posen en ús.

### Via catabòlica sintètica
La reacció d'oxidació dins de la bateria de sucre es produeix en una via catabòlica sintètica, que conté 13 enzims. Aquesta via està construïda com a respiració d'aire en lloc de tancada, de manera que els investigadors garanteixen que la pressió de l'aire dins de la bateria s'estabilitzi i que la reacció d'oxidació es completi. Els enzims actuen com a catalitzadors de manera que la quantitat total es manté igual. Per tant, la reacció global només consumeix el combustible i l'aigua, mentre que els enzims es reciclen al sistema. Segons els experiments de laboratori, la bateria de sucre arriba a una eficiència de transmissió d'electrons de gairebé 24 electrons per monòmer de glucosa, que és la unitat bàsica dels combustibles orgànics. En comparació, la reacció d'oxidació en els prototips de piles de combustible enzimàtiques només podia generar 2 electrons per unitat de glucosa, cosa que resultava en una baixa densitat d'energia.